# Thị trường trái phiếu

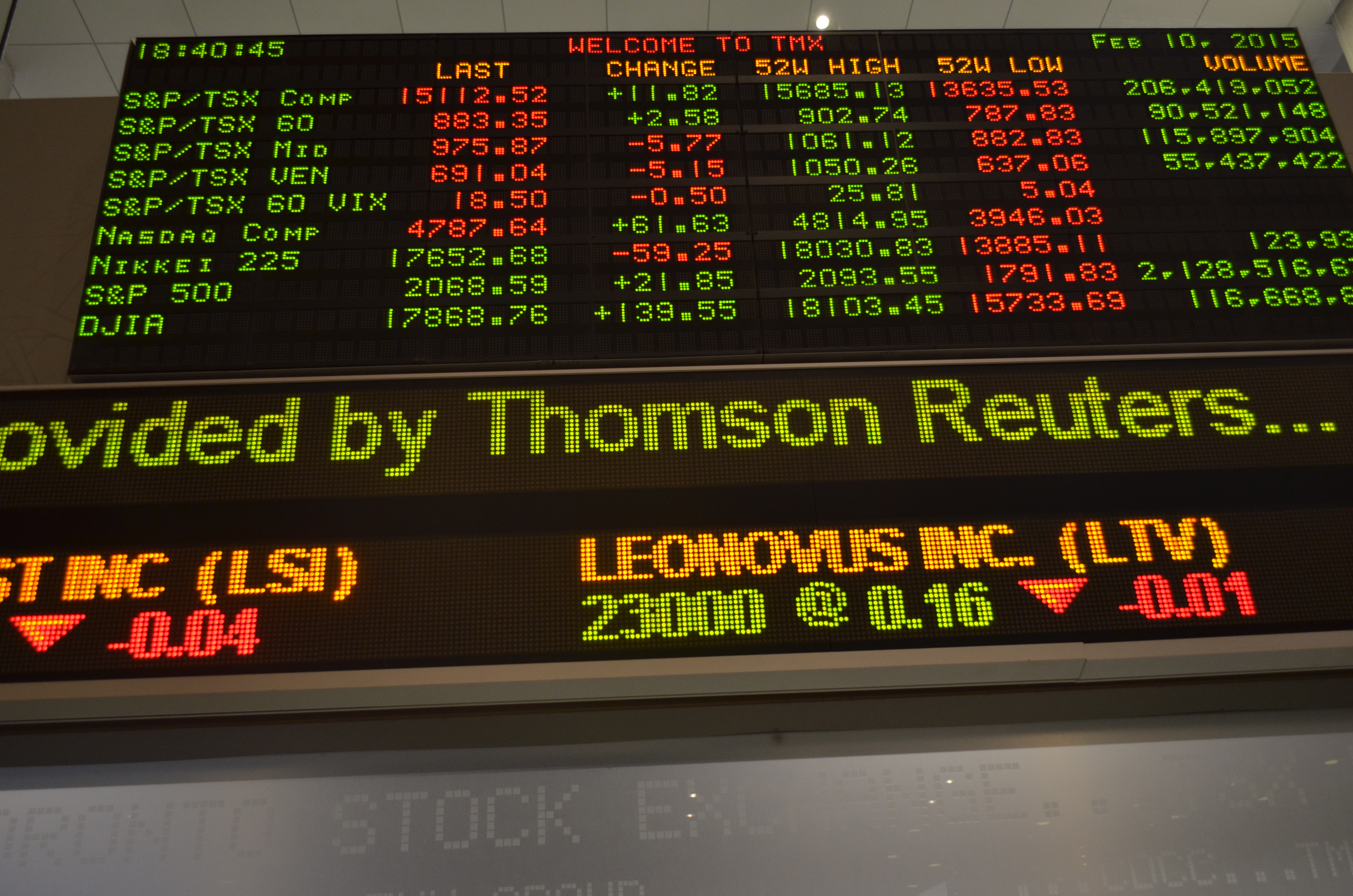
Các thông số về giao dịch trái phiếu

Thị trường trái phiếu (Bond market) còn gọi là thị trường tín dụng (Credit market) hay thị trường mua bán các món nợ (Debt market) là thị trường tài chính (thị trường chứng khoán) nơi những người tham gia có thể phát hành các khoản nợ mới (được gọi là Thị trường chứng khoán sơ cấp) hoặc thực hiện mua và bán chứng khoán nợ (được gọi là Thị trường chứng khoán thứ cấp). Giao dịch ở đây thường ở dạng trái phiếu, nhưng nó có thể bao gồm các loại chứng khoán và tài sản khác cho các khoản chi tiêu công và tư. Hiện nay, thị trường trái phiếu chủ yếu do Hoa Kỳ thống lĩnh, chiếm khoảng 39% toàn thị trường thế giới. Tính đến năm 2021, theo Hiệp hội Thị trường Tài chính và Công nghiệp Chứng khoán (SIFMA) thì quy mô của thị trường trái phiếu (tổng dư nợ) ước tính là 119 nghìn tỷ USD trên toàn thế giới và trong đó có đến 46 nghìn tỷ USD giao dịch tại thị trường Hoa Kỳ. Gần như tất cả các giao dịch trung bình hàng ngày trên thị trường trái phiếu Hoa Kỳ diễn ra giữa nhà môi giới đại lý và các tổ chức lớn theo hình thức OTC (cổ phiếu chưa niêm yết).

## Lịch sử
Thị trường trái phiếu được cho là đã có một lịch sử hình thành lâu đời, ở vùng Lưỡng Hà, vào thời Sumer cổ đại, các ngôi đền thờ có chức năng vừa là nơi thờ cúng vừa đóng vai trò như là ngân hàng, dưới sự giám sát của các tu sĩ và nhà cai trị Các khoản vay nnợ được diễn ra với lãi suất cố định theo thông lệ là hai phần mười (tức 20%); phong tục này được tiếp tục được duy trì ở Babylon, Lưỡng Hà và được chế ước thành Bộ luật Hammurabi. Trái phiếu đầu tiên được biết đến trong lịch sử có từ khoảng năm 2400 trước Công nguyên ở vùng Nippur thuộc Lưỡng Hà (Iraq ngày nay) Hình thức sơ khởi này đã được phát hành và được Thị trưởng đảm bảo việc thanh toán bằng ngũ cốc. Vào thời cổ đại này, ban đầu các khoản vay được hiện thực và quy đổi thế chấp bằng gia súc hoặc ngũ cốc mà từ đó có thể trả lãi thông qua việc các đàn gia súc hoặc cây trồng sẽ sinh sôi, nảy nở để từ đó làm của trả lại một phần cho người cho vay. 
Sau này, bạc trở nên phổ biến vì nó ít hỏng hơn và cho phép vận chuyển các giá trị lớn dễ dàng hơn, nhưng bạc không giống như gia súc hoặc ngũ cốc, không thể tạo ra lãi một cách tự nhiên (nó không tự đẻ ra thêm) do đó, các món thuế thu được từ lao động của con người đã phát triển như một giải pháp cho vấn đề này. Sau này, ở Vương quốc Anh các nhà tài chính và thương nhân người Ý như Ricciardi của Lucca ở Tuscany đã có mối liên hệ làm ăn lâu dài, những liên kết thương mại này dựa trên các khoản vay, tương tự như Vay ngân hàng ngày nay. Tuy nhiên, các khoản vay vào thời điểm đó vẫn chưa được chứng khoán hóa dưới dạng trái phiếu mà sự đổi mới đó đến từ phía bắc xa hơn là Venice. Ở Venice thế kỷ 12, chính quyền của thành phố-nhà nước bắt đầu phát hành trái phiếu chiến tranh được gọi là "prestiti", trả lãi suất cố định với mức 5%. Các chứng khoán của thời kỳ cuối Trung cổ này được định giá bằng các kỹ thuật rất giống với các kỹ thuật được sử dụng trong Tài chính định lượng thời hiện đại và như vậy, Thị trường trái phiếu đã bắt đầu hình thành.

## Khối lượng
Lượng tiền lưu hành trên thị trường trái phiếu toàn cầu đã tăng 2% trong 12 tháng tính đến tháng 3 năm 2012 lên gần 100 nghìn tỷ USD. Trái phiếu quốc nội chiếm 70% tổng số này và trái phiếu quốc tế chiếm phần còn lại. Hoa Kỳ là thị trường lớn nhất với 33% tổng số lượng tiền lưu hành, tiếp theo là Nhật Bản với 14% lượng tiền. Tính theo tỷ lệ GDP toàn cầu, thị trường trái phiếu đã tăng lên hơn 140% vào năm 2011 từ 119% năm 2008 và 80% một thập kỷ trước đó. Sự tăng trưởng đáng kể có nghĩa là vào tháng 3 năm 2012, nó lớn hơn nhiều so với thị trường vốn cổ phần toàn cầu có giá trị vốn hóa thị trường khoảng 53 nghìn tỷ đô la. Sự tăng trưởng của thị trường kể từ khi bắt đầu suy thoái kinh tế phần lớn là kết quả của việc chính phủ gia tăng phát hành trái phiếu. Giá trị lưu hành của trái phiếu quốc tế tăng 2% trong năm 2011 lên 30 nghìn tỷ USD. Với 1,2 nghìn tỷ đô la được phát hành trong năm đã giảm khoảng 1/5 so với tổng số của năm trước. Nửa đầu năm 2012 đã có một khởi đầu mạnh mẽ với việc phát hành hơn 800 tỷ USD. Hoa Kỳ là trung tâm hàng đầu về giá trị nổi bật với 24% tổng số lượng phát hành, tiếp theo là Vương quốc Anh chiếm 13%. Năm 2006, tổng dòng vốn ròng vào quỹ trái phiếu tăng 97% từ 30,8 tỷ USD năm 2005 lên 60,8 tỷ USD năm 2006.